# Folk-metal
A folk-metal a heavy metal különböző alstílusai, valamint népzenei és folklór-hagyományok által inspirált zenei stílus. Kialakulása az 1990-es évekre, elterjedése a 2000-es évek közepére tehető (2004–2008), bár természetesen voltak előzményei. Tágan véve beletartozik a viking metal, a pagan metal, a medieval metal, és az oriental metal is. A szövegeket általában szintén áthatja a mondák és a folklór világa, de gyakran konkrét mítoszokat vagy történelmi eseményeket dolgoznak fel; többnyire általános jellemzőjük egy adott ősi kultúra (kelta, germán, szláv stb.) felidézése, ami természetesen összhangban van a zenei törekvésekkel.

## 1990-es évek

### Nyugat- és Közép-Európa

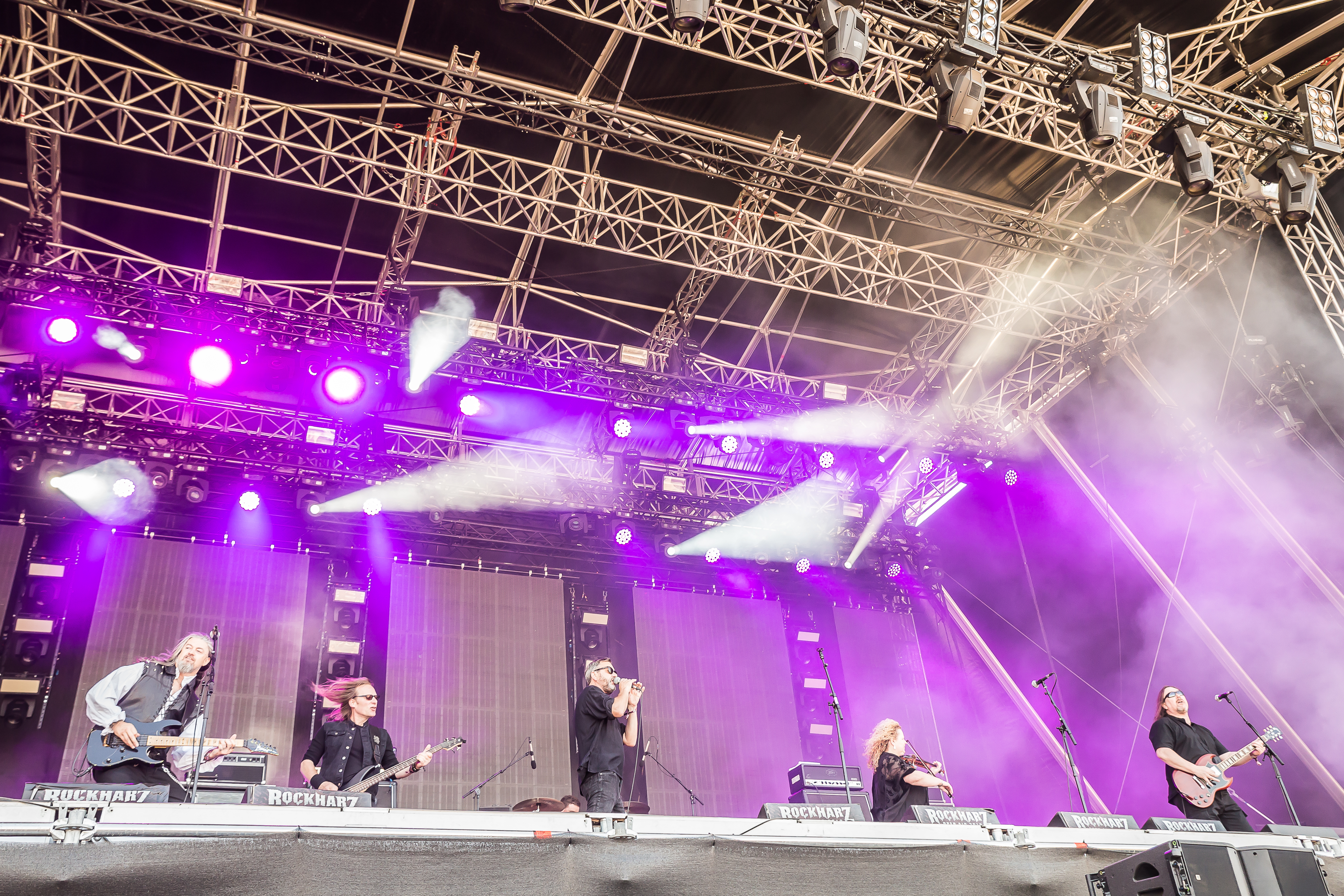
Skyclad, 2018

Az első folk-metal zenekarnak az angol Skycladet és az ír Cruachant tartják. A Skyclad 1990-ben jött létre, eredetileg thrash metal zenekarként, de az első lemezre (The Wayward Sons of Mother Earth, 1991) elhívtak egy vendéghegedűst, tulajdonképpen így került népzenei hatás a dalokba. Bár a portugál Moonspell első EP-je (Under the Moonspell, 1994) is tartalmazott népzenei és középkori elemeket, de hamarosan átváltottak gothic metal stílusra, így az első "igazi" folk-metal lemezt az 1992-ben alapított dublini Cruachan készítette el (Tuatha Na Gael, 1995). Egy másik korai példa a spanyol Mägo de Oz hasonnevű 1994-es lemeze, melyet szintén a kelta zene is inspirált. Ekkoriban jelent meg az első Falkenbach lemez is (...En their medh ríki fara..., 1996), a viking-korszak tematikájával és dallamos, népies metal muzsikájával. Bár hivatalosan nem folk-metalt játszanak, mégis megemlítendő a német Empyrium, akiknek a melankolikus zenéjében népies motívumok is felfedezhetőek.

### Észak-Európa

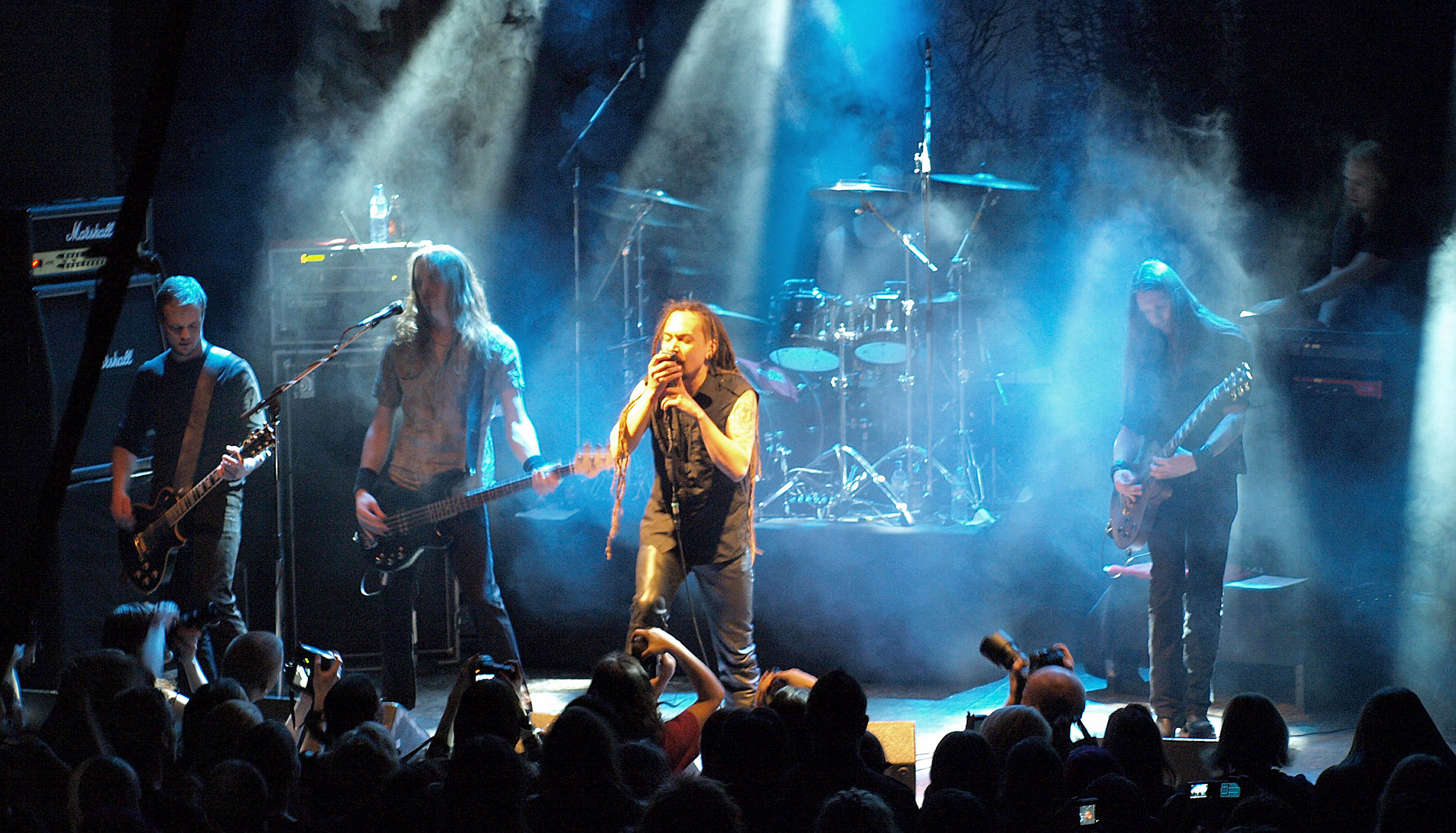
Amorphis, 2008

Észak-Európában először a viking metal alakult ki, elsősorban a Bathory nyomán (Blood Fire Death – 1988, Hammerheart – 1990, Twilight of the Gods – 1991). Ezek után az első folkos lemezek Észak-Európában a finn Amorphis korai munkái (Karelian Isthmus – 1992 és Tales from the Thousand Lakes – 1994) voltak. A '90-es évek közepén – részben az ő hatásukra – alapították a stílus azóta nagynak számító zenekarait (Finntroll 1997, Ensiferum és Moonsorrow 1995). Ekkoriban jött létre a hivatalosan black metal zenekarként számon tartott norvég Windir és a Kampfar (mindkettő 1994), jelentős népzenei és folklór-hatásokkal, de a svéd Månegarm és a Thyrfing is (mindkettő 1995).

## 2000-es évek

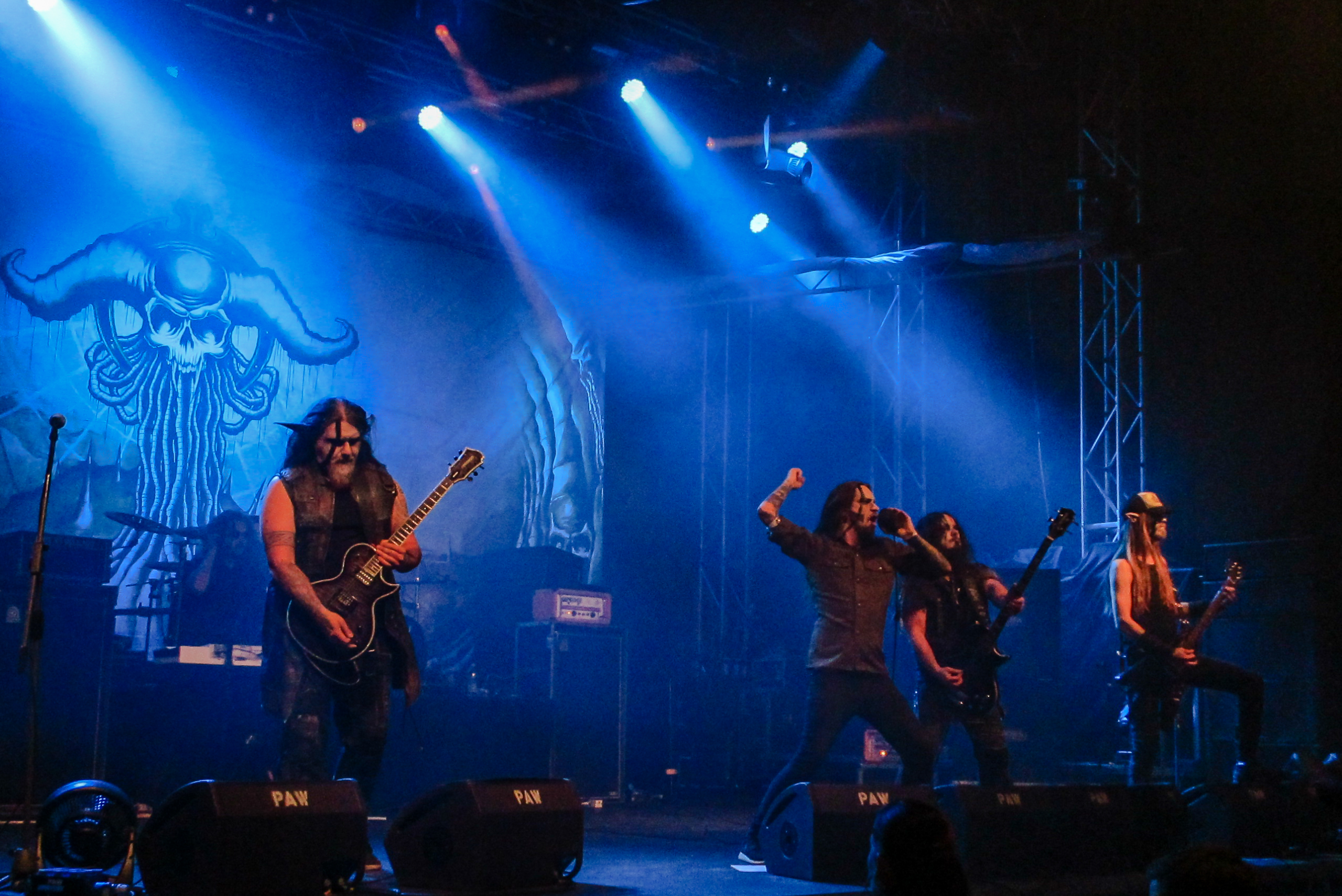
Finntroll, 2015

A millenium környékén a folk-metal népszerűsége rohamos növekedésnek indult. Az igazán nagy áttörést a finn zenekarok hozták meg, elsősorban a Finntroll és az Ensiferum első két lemeze (Midnattens Widunder, 1999 és Jaktens Tid, 2001; illetve Ensiferum, 2001 és Iron, 2004). A Finntroll második lemezén vendégeskedett egy bizonyos Jonne Järvelä, aki ennek hatására alakította át a népzenét játszó Shaman (korábban Shamaani Duo) nevű zenekarát folk-metal zenekarrá: így, a Korpiklaani a többiektől eltérően nem a metal felől közelített a népzenéhez, hanem fordítva. A Moonsorrow első három lemezével (Suden Uni és Voimasta ja Kuniasra, mindkettő 2001-ben, majd a következő, a Kivenkantaja, 2003-ban), egy Bathory által inspirált, monumentális metalt hoztak létre, folkos és blackes hatásokkal.

### Elterjedés

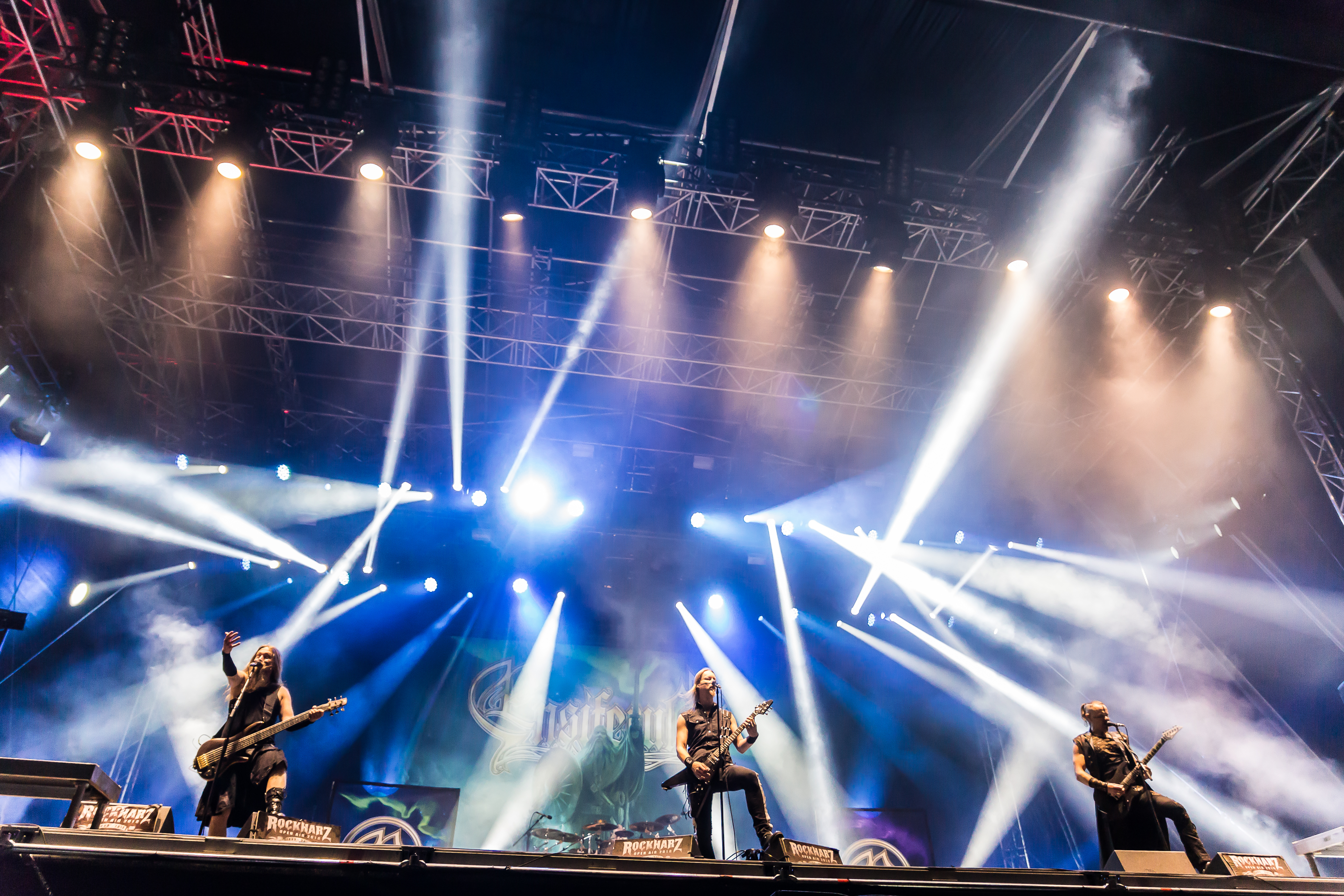
Ensiferum, 2018

Az előzőek hatására szerte Európában alakultak folk-metal zenekarok vagy váltak ismertebbé korábbiak, mint a lett Skyforger (1995), az orosz Arkona (2002), a német Finsterforst (2004), a magyar Dalriada (2003) és Virrasztók (2008), az olasz Elvenking (1997), a feröeri Týr (1998), a norvég Lumsk (1999), és a legismertebb, a svájci Eluveitie (2002).

## Alstílusok

### Medieval Metal

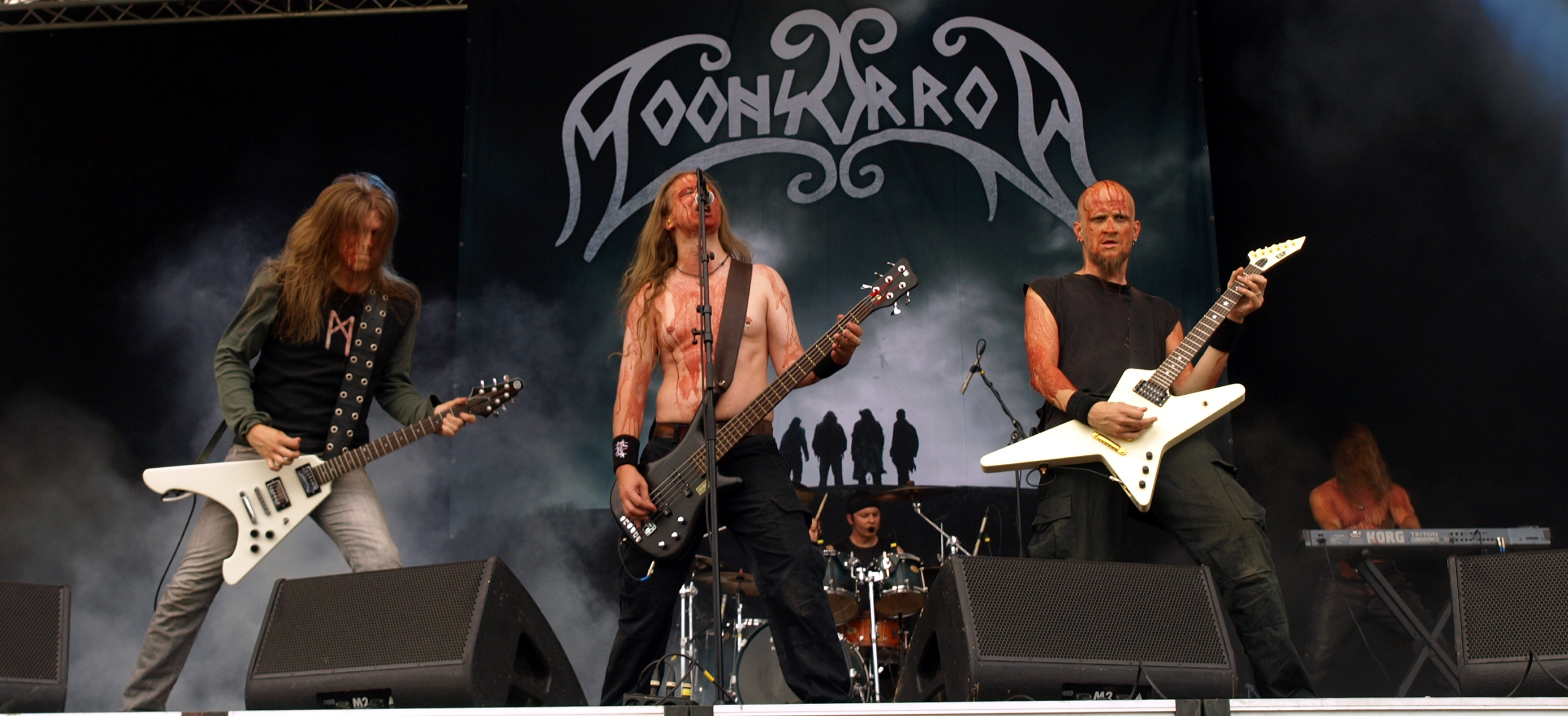
Moonsorrow, 2011

Az 1992-ben alakult német Subway to Sally tekinthető a medieval metal létrehozójának. Eleinte még folk-rock zenekarként működtek, angol nyelvű szövegekkel, és leginkább kelta zenei hatásokat mutatva. A második lemezükkel azonban (MCMXCV, 1995) a középkor és a német nyelv felé fordultak, a Skyclad hatására, tekerőlantot, mandolint, hegedűt, és egyéb hangszereket felvonultatva. Őket követte 1996-ban a szintén német In Extremo és a Schandmaul.

### Celtic Metal
A Cruachan mellett (melyet szintén a Skyclad inspirált), a celtic metal színtér egy másik alapvető szereplője az 1987-es születésű Primordial, illetve a kicsit későbbi (1993) Waylander.

### Oriental Metal

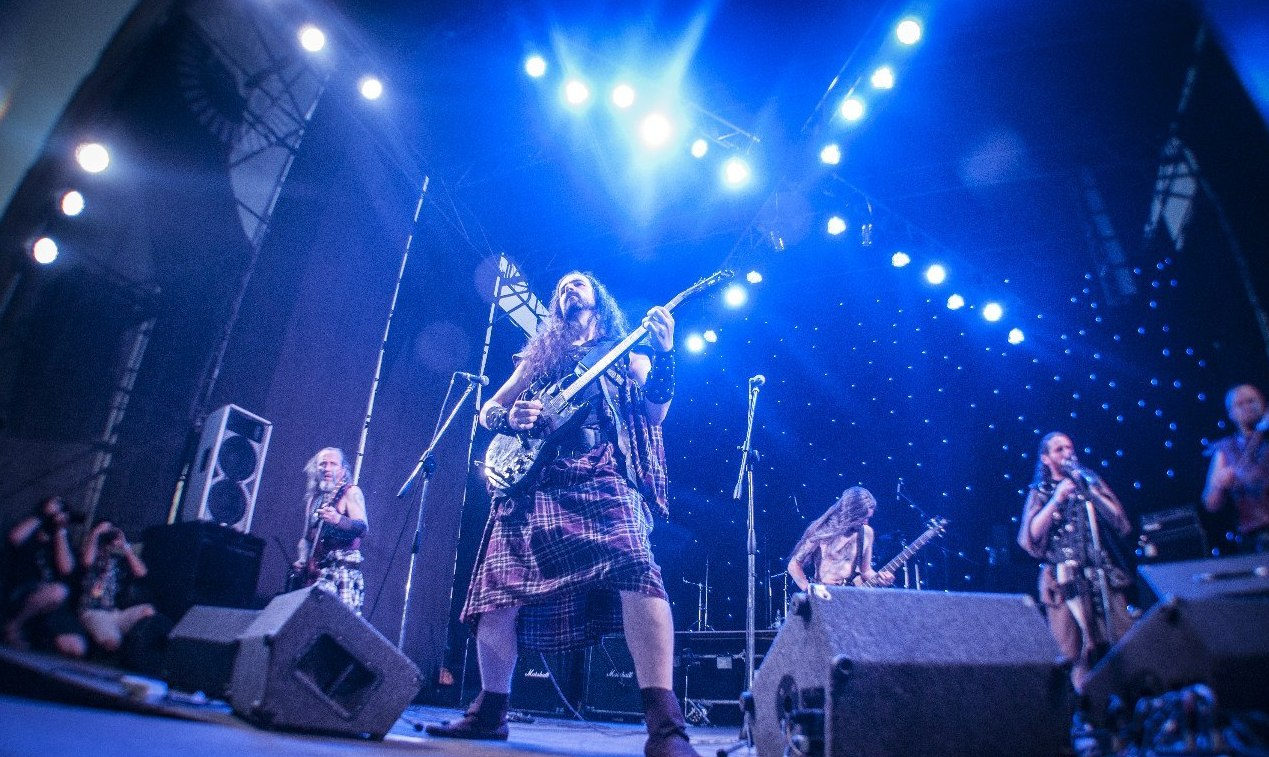
Cruachan, 2014

Az oriental metal létrehozása az izraeli Orphaned Landhez köthető, akik 1993-as bemutatkozó albumukkal (The Beloved's Cry) hívták fel magukra a figyelmet, a közel-kelet (zsidó és arab) népzenét elegyítve a metállal. Egy másik példa erre a szintén izraeli – bár asszír nemzetiségű tagokból álló – Melechesh, mely 1995-ben alapítású.

## Példák

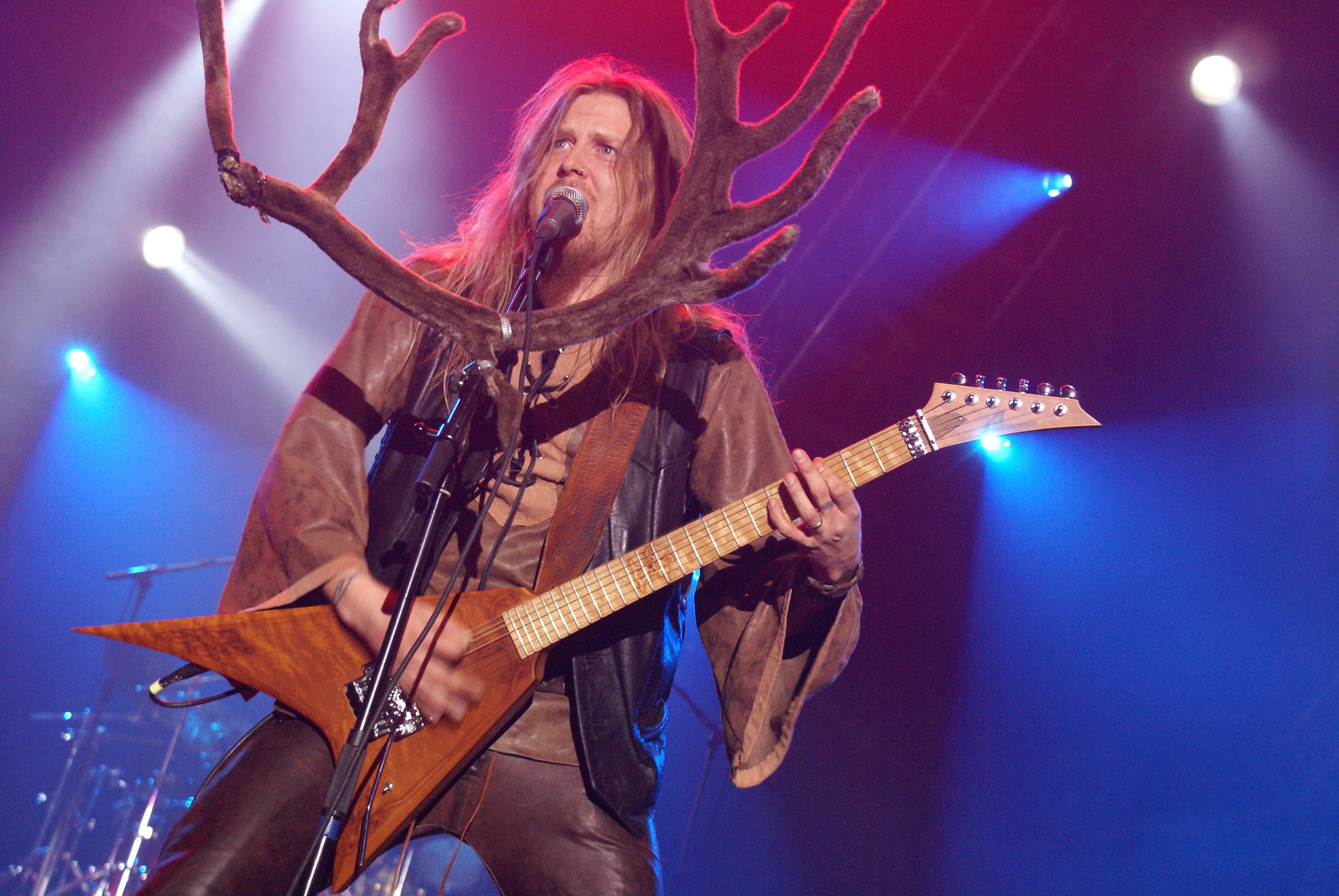
Korpiklaani, 2007

### Folk-rock

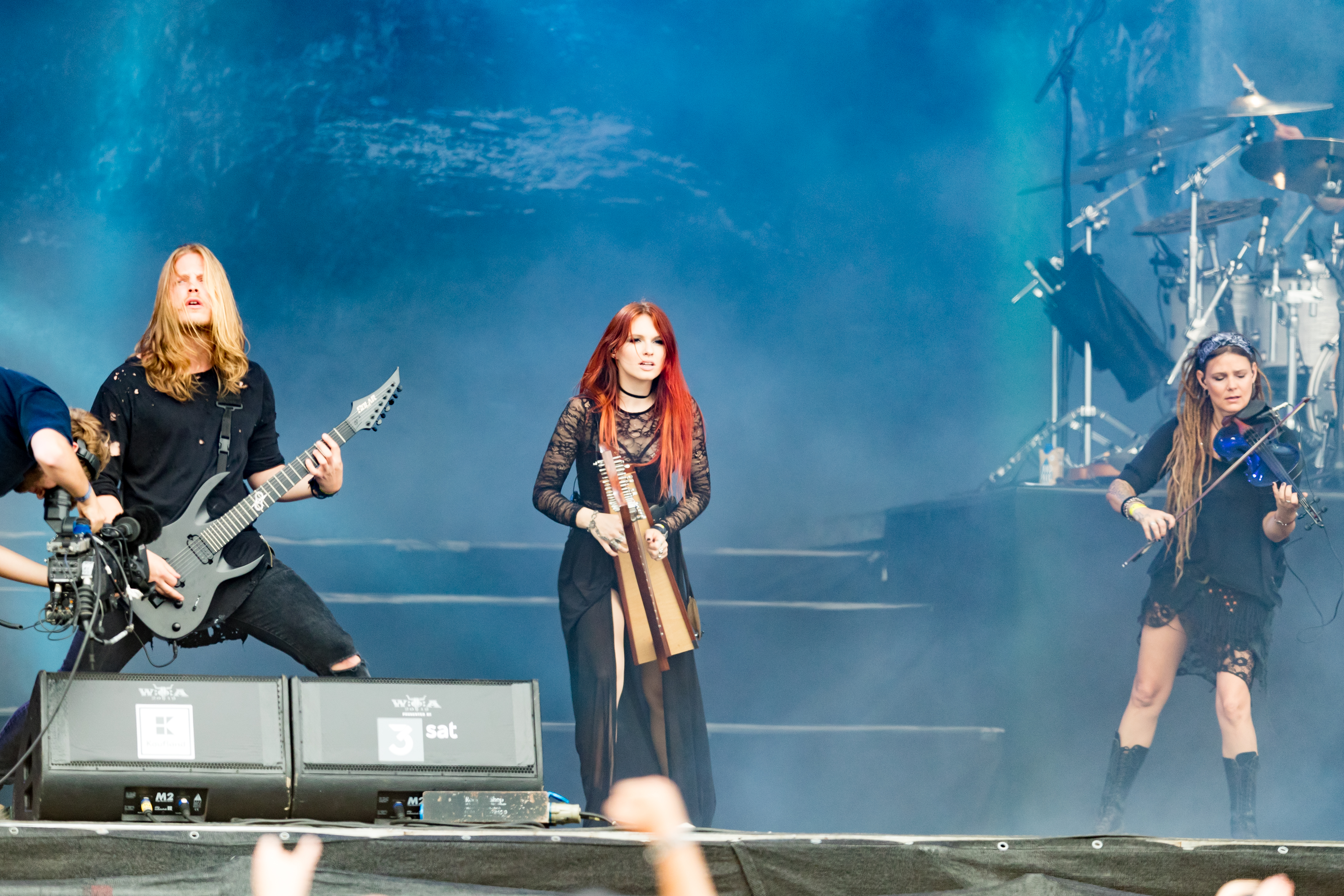
Eluveitie, 2019

- Omega – Kállai kettős (1968)
- Steeleye Span – Lowlands of Holland (1970)
- Illés – Virágének (1972)
- Alan Stivell – Tri Martolod (1972)
- Folque – Ravnene (1974)

### 1990-es évek
- Bathory – Song to Hall Up High (1990)
- Cruachan – Brian Boru (1995)
- Menhir – Menhir (1997)
- Windir – Arntor, ein Windir (1999)
- Finntroll – Midnattens Widunder (1999)

### 2000-es évek
- Einherjer – Draconian Umpire (2000)
- Finntroll – Slaget Vid Blodsälv (2001)
- Falkenbach – Vanadis (2003)
- Finntroll – Nattfödd (2004)
- Ensiferum – Iron (2004)
- Moonsorrow – Jotunheim (2005)
- Pagan Reign – Во времена былин (2006)
- Korpiklaani – Under the Sun (2006)
- Eluveitie – Inis Mona (2008)
- Virrasztók – Estvéli Ének (2009/2016)
- Finsterforst – Urquell (2009)

### 2010-es évek
- Demonaz – Where Gods Once Rode (2011)
- Skálmöld – Kvaðning (2011)
- Brothers of Metal – Sleipnir (2017)
- Eluveitie – Breathe (2019)
- Brothers of Metal – One (2019)

### 2020-as évek
- Dalriada – Ezer csillag (2020)
- Ensiferum – Andromeda (2020)
- Brymir – Herald of Aegir (2022)

## Fordítás
Ez a szócikk részben vagy egészben  a   Folk Metal című angol Wikipédia-szócikk fordításán alapul.  Az eredeti cikk szerkesztőit annak laptörténete sorolja fel. Ez a jelzés csupán a megfogalmazás eredetét és a szerzői jogokat jelzi, nem szolgál a cikkben szereplő információk forrásmegjelöléseként.